# Tamri
Tamri  (in arabo تامري‎?) è un centro abitato e comune rurale del Marocco situato nella prefettura di Agadir-Ida ou Tanane, regione di Souss-Massa. Conta una popolazione di 18 577 abitanti (censimento del 2014).